# Skull and Bones (computerspel)
Skull and Bones is een computerspel ontwikkeld door Ubisoft Singapore en uitgegeven door Ubisoft voor PlayStation 5, Xbox Series X/S, Amazon Luna en Windows. Het actie-avonturespel is uitgekomen op 16 februari 2024.
Er werd ook een versie voor Google Stadia ontwikkeld, maar Stadia is destijds door Google beëindigd.

## Gameplay
Skull and Bones is een tactische actiegame dat zich afspeelt in een open wereld en wordt gespeeld vanuit het perspectief van een derde persoon. In deze game draait het om piraterij en oorlogsvoering op zee, dat aan het einde van de 17de eeuw plaatsvindt. Dit is dan ook de Gouden Eeuw van de Piraterij. De speler neemt een aanpasbaar piratenschip over, waarmee zij over de Indische Oceaan kunnen varen. De spelmodi zijn singleplayer of campagne, waarbij de speler samen met vijf andere spelers kan samenwerken.
Het weer kan tijdens het spelen een voordeel geven in de strijd op het water. Voor deze strijd kan de speler extra schepen verzamelen, waaronder oorlogssloepen, fregatten en brigantijnen. Op deze schepen kunnen wapens geplaats worden zoals mortieren, brede kanonnen en raketten.
Door flink wat schade bij de vijand aan te brengen kan er ook aanboord gegaan worden. De 'gezondheid' van het schip zal door middel van een 'gezondheidsbalk (health bar)' weergegeven worden.
Naast deze game modussen is het ook mogelijk om de multiplayer modus Loot Hunt te spelen. In deze modus worden er twee groepen gevormd, die allebei op zoek moeten gaan naar schatten om hun rijkdommen verder uit te breiden. Het kraaiennest van het schip is schaalbaar en kan worden gebruikt als uitkijkpunt.

## Ontwikkeling en uitgave
Skull and Bones is de eerste game die onder leiding van Ubisoft Singapore zal worden uitgebracht. De inspiratie voor deze game werd onder meer gehaald uit Assassin's Creed IV: Black Flag, waar ook met schepen gevaren kan worden. In 2013 was het de bedoeling dat het idee van deze game als uitbreiding (DLC) voor Assassin's Creed IV: Black Flag zou dienen. Vervolgens is dit echter als spin-off gelanceerd onder de naam Black Flag Infinite. Dit kwam ook mede door de verouderde techniek die gebruikt was voor Assassin's Creed Black Flag.
Volgens een Kotaku-rapport zijn er voor deze game verschillende richtingen bedacht, waardoor er meer geld voor vrijgemaakt moest worden. Het oorspronkelijke idee was om deze game zich af te laten spelen in het Caribisch gebied en later in het Hyperborea. Uiteindelijk is de Indische Oceaan de definitieve keuze geworden.
De gameplay werd verschillende keren opnieuw ontworpen, waarbij er een balans werd gezocht voor zeeverkenning en schip-tot-schip gevechten. Al deze wijzigingen zouden Ubisoft ruim $120 miljoen hebben gekost.
Skull and Bones werd onthuld tijdens een persconferentie van Ubisoft tijdens de E3 2017. Toen werd gelijk bevestigd dat de game zou uitkomen voor Windows, PlayStation 4 en de Xbox One. Daarbij zouden er verbeteringen worden doorgevoerd voor de PlayStation 4 Pro en de Xbox One X.
De originele lanceringsdatum zou oorspronkelijk plaatsvinden tussen juli en december 2018 (Q3 of Q4 van 2018),, maar dit werd toen al snel uitgesteld naar 2019. Door enige vertraging werd er in 2019 nog een uitstel aangekondigd naar maart 2020, waarna de CEO van Ubisoft, Yves Guillemot, telefonisch had bevestigd in oktober 2019 dat de game op haar vroegst zal uitkomen in het fiscale jaar 2021 - 2022.
In september 2020 werd bekend gemaakt dat er een nieuwe visie was geformuleerd voor Skull and Bones. Hierdoor werd de game nogmaals uitgesteld waardoor er geen releasedatum bekend kon worden gemaakt. Naast Ubisoft Singapore zouden ook andere Ubisoft Studios, zoals Ubisoft Berlijn, deelnemen aan de ontwikkeling van deze game.
Tot slot bleek in mei 2021 dat er meer tijd nodig was om deze game te ontwikkelen, waardoor deze verschoven zou worden naar het fiscale jaar 2022 - 2023. In juli 2022 zou de releasedatum op 8 november 2022 plaatsvinden voor Windows, PlayStation 5 en Xbox Series X/S (PlayStation 4 en de Xbox One zouden komen te vervallen).
Vanwege ondermaatse prestaties werd de game in september 2022 uitgesteld naar 9 maart 2023. In januari 2023 werd de game weer uitgesteld, naar het fiscale jaar 2023 - 2024. In de tussentijd werden er nieuwe beelden en content van de game naar buiten gebracht.

## Ontvangst
| Recensiescore       | Recensiescore                |
| Recensieverzamelaar | Score                        |
| ------------------- | ---------------------------- |
| Metacritic          | 64% (PC) 64% (PS5) 64% (XBS) |
| Publicist           | Score                        |
| IGN                 | 7                            |
| PC Gamer (VS)       | 68                           |

Het spel ontving gemengde recensies in de vakbladen. Op Metacritic, een recensieverzamelaar, behaalde het spel een score van 64% voor alle platforms.

## Onderscheidingen
Skull and Bones is tijdens E3 2017 genomineerd voor de Game Critics Awards in de categorie 'Best Original Game' en 'Best Online Multiplayer'. Het werd ook genomineerd voor Outstanding Animated Character in an Episode of Real-Time Project tijdens de 21ste Visual Effects Society Awards.